# كأس شاي لحارث الأرض
كوب، أو كأس، شاي لحارث الأرض (بالإنجليزية: Tea for the Tillerman)‏ هو الألبوم الرابع للمغني وكاتب الأغاني البريطاني كات ستيفنس. صدر الألبوم في خريف عام 1970. وصل للمرتبة العشرين في قائمة أفضل الألبومات في بريطانيا، والمرتبة الثامنة في قائمة أفضل الألبومات في الولايات المتحدة الأمريكية، والثالثة والأربعين في ألمانيا. يبلغ طول الألبوم 36 دقيقة وأربعين ثانية، ويضمّ إحدى عشرة أغنية.
يعتبر هذا الألبوم من أشهر ألبومات المغني، وقد يمكن القول إن كل أغنيات الألبوم صارت من أشهر أغنيات كات ستيفنس، مثل Wirld World أو Father and Son فاذر آند صن أو Sad Lisa. واشترك آلون دافيس، الصديق المقرّب والشريك الغنائي مع كات ستيفنس في العزف على الإيتار.
تمّ تسجيل الألبوم في ستوديو مورغان في لندن.

## غلاف الألبوم
صمّم كات ستيفنس غلاف الألبوم برسوماته بنفسه، كما هي الحال مع العديد من ألبوماته الأخرى. ولاقت صورة الغلاف التي تُظهر ريفا ورجلا شبه نائم وولدين، أحدهما يتسلّق شجرة. نجاحا كبيرا.

### فيلمهارولد أند مود
تمّ استخدام أغاني عديدة من الألبوم كموسيقى تصويرية في فيلم هارولد آند مود. لكن أيضا بالاقتباس من ألبومات أخرى مثل مونا بون جاكون الذي صدر عام 1970، وكذلك أغنية منفردة لم تصدر في ألبوم هي If you want to sing out.

#### قائمة أغاني الألبوم حسب الترتيب والمدة الزمنية
1. Where Do the Children Play? – 3:52
2. Hard Headed Woman – 3:47
3. وايلد وورلد – 3:20
4. Sad Lisa – 3:45
5. Miles from Nowhere – 3:37
6. But I Might Die Tonight – 1:53
7. Longer Boats – 3:12
8. Into White – 3:24
9. On the Road to Find Out – 5:08
10. Father and Son – 3:41
11. Tea for the Tillerman – 1:01

## روابط خارجية
- كأس شاي لحارث الأرض على موقع أول موفي (الإنجليزية)